# Eptatretus fritzi
Eptatretus fritzi is een soort uit de familie der slijmprikken (Myxinidae).